# Nagajbakskij rajon
Il Nagajbakskij rajon (in russo Нагайбакский район?) è un rajon dell'oblast' di Čeljabinsk, nella Siberia occidentale. Il suo capoluogo è Feršampenuaz.